# Ostia (frazione)
Ostia is een frazione (deelgemeente) in de Italiaanse gemeente Rome, onderdeel van Municipio XIII. 
Binnen de deelgemeente bevindt zich de Oud-Romeinse stad Ostia Antica. Belangrijkste kern van de deelgemeente is Lido di Ostia, ook wel Lido di Roma, een populaire badplaats.

## Bezienswaardigheden
- Tor San Michele - kustwachttoren, gebouwd in de 16e eeuw als douanekantoor en als verdedigingspost.
- Kustkolonie Vittorio Emanuele III - historische kustvakantiekolonie uit de jaren 1930, oorspronkelijk gebouwd voor kinderzorg en gezondheid.
- Kerk van Santa Maria Regina Pacis - katholieke kerk, gebouwd tussen 1919 en 1928.
- Pontile di Ostia - centrale pier, ingehuldigd op 27 oktober 1940.
- Palazzo del Governatorato - zetel van Municipio XIII, gebouwd tussen 1924 en 1928.

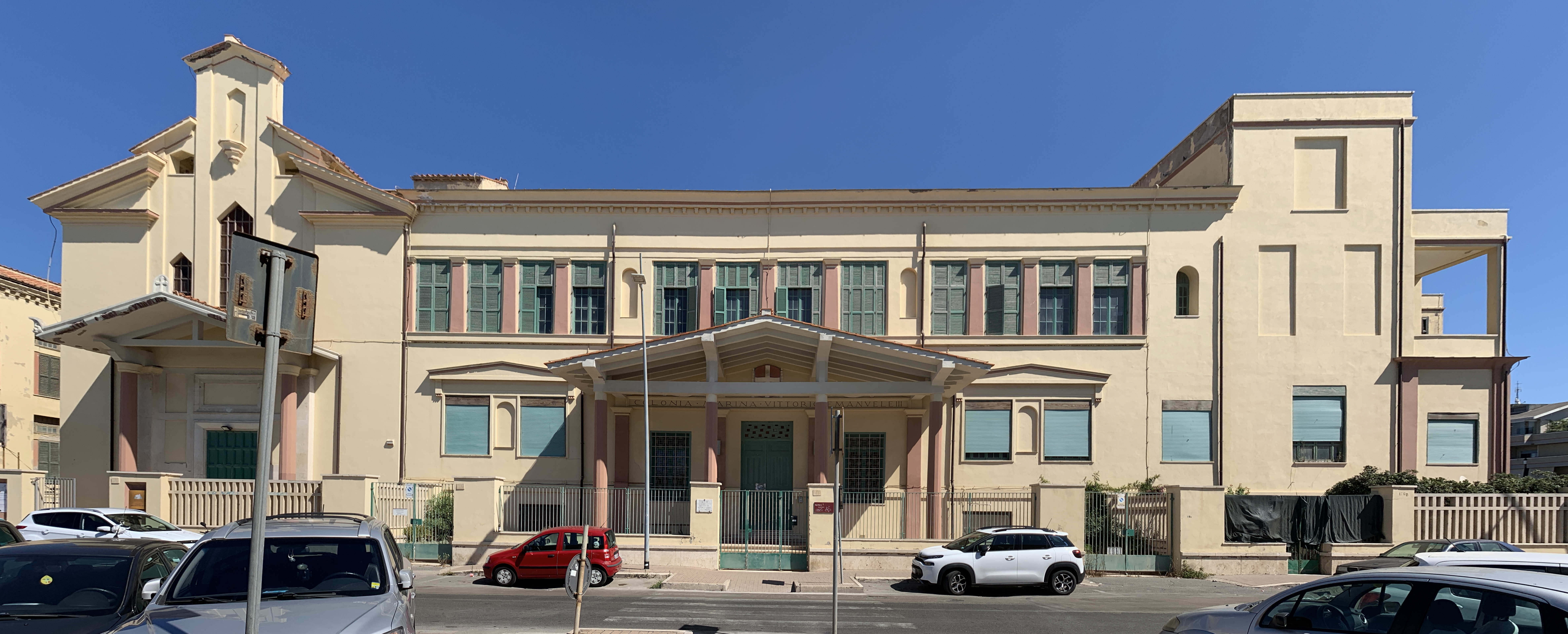
Kustkolonie Vittorio Emanuele III
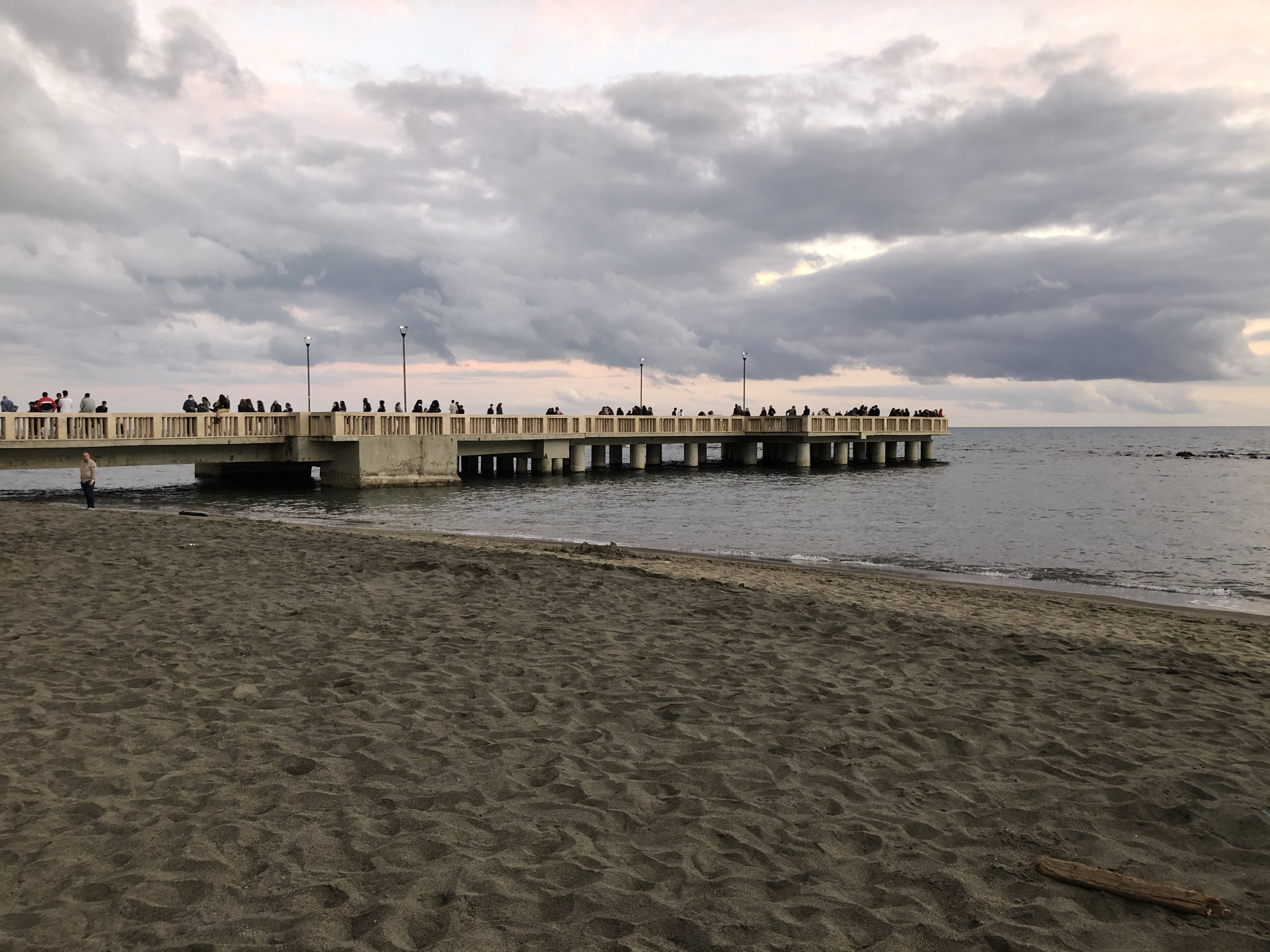
Pontile di Ostia
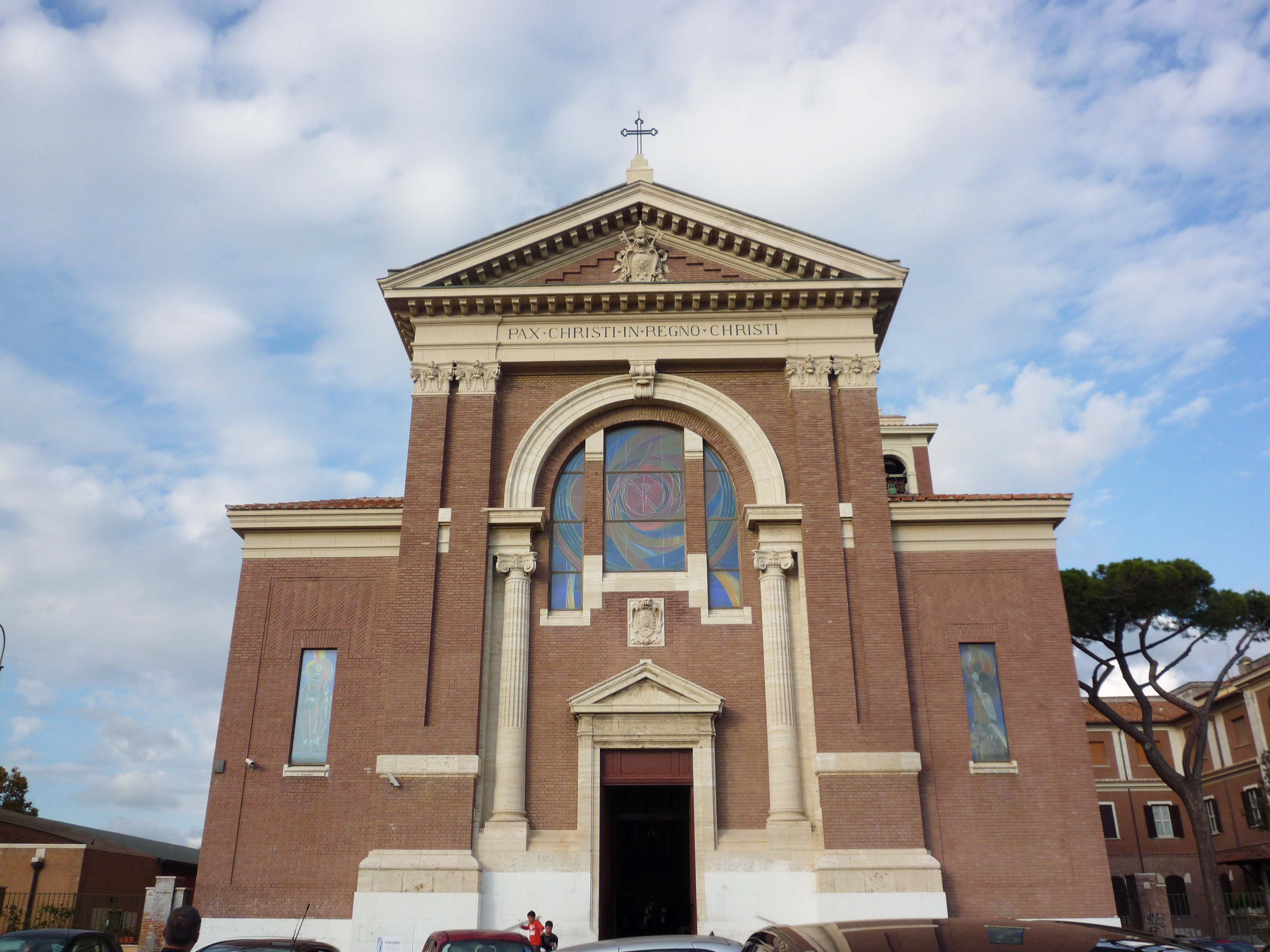
Kerk van Santa Maria Regina Pacis

## Overleden in Ostia
- Pier Paolo Pasolini (1922-1975), Italiaans cineast[1]